# Estany de la Cardonera
L'estany de la Cardonera és un estanyol d'inundació temporal que assoleix una superfície propera a les 3 hectàrees. Actualment, l'estany està partit en dos per la carretera GI-602 (Campmany-Sant Climent Sescebes). L'any 1995 aquest estany fou drenat per a realitzar les obres de canalització d'aigua Peralada - La Jonquera. Aquesta obra comportà la desaparició d'espècies com Utricularia australis, Isoetes velata i d'altres.
La vegetació més característica d'aquest espai són les jonqueres i el canyissar. Com a hàbitats d'interès comunitari, destaca la presència de l'hàbitat prioritari 3170* Basses i tolls temporers mediterranis i l'hàbitat
3130 Aigües estagnants, poc o molt mesotròfiques, amb vegetació de les classes Littorelletea uniflorae i/o Isoeto Nanojuncetea. També apareixen, a la perifèria de l'estany, jonqueres i herbassars graminoides humits, mediterranis, del Molinio-Holoschoenion (hàbitat d'interès comunitari 6420).
La fauna és interessant sobretot per les poblacions d'amfibis. Per tal d'evitar els atropellaments d'amfibis que es produïen sovint a la carretera GI-602, s'ha instal·lat una barrera d'amfibis a banda i banda de la carretera.
Els principals factors que afecten negativament l'espai són els derivats de la carretera Gi-602, que parteix l'estany en
dos, alterant la dinàmica de les aigües, facilita la freqüentació de l'indret i produeix un efecte barrera per a les poblacions
d'amfibis. Hi ha una granja abandonada al sector est, amb un impacte paisatgístic important.
Aquesta zona humida està inclosa dins l'espai de la Xarxa Natura 2000 ES5120009 "Basses de l'Albera".